# SAI KZ I
SAI KZ I var det første i en række af dansk-designede og -producerede fly fra Kramme & Zeuthen, det senere Skandinavisk Aero Industri (SAI). SAI blev først etableret i august 1937, så KZ I er teknisk set ikke et SAI-produceret fly. 

## Historie
Karl Gustav Zeuthen designede flyet, og i fællesskab byggede han og Viggo Kramme denne en-persons maskine, som fløj for første gang den 24. februar 1937 med registreringen OY-DYL. Under Anden Verdenskrig blev der ikke bygget flere maskiner af typen, og dette eneste eksemplar forsvandt i løbet af krigen. Dets skæbne er aldrig blevet opklaret.
I 1972 påbegyndtes en replika af KZ I af Gunnar Fjord Christensen, men han fik aldrig gjort projektet færdigt pga. sygdom, og i stedet blev flyet solgt til Danmarks Flymuseum i 1977. Her blev replikaen gjort færdig, og den 20. november 1988 kunne KZ I igen ses i luften over Danmark, nu med registreringen OY-KZI. Dette kan stadig ses på flymuseet.

## Design
KZ I var et lavvinget en-motors fly med åbent cockpit til en person. Den underliggende konstruktion var lavet udelukkende af træ med en ydre beklædning af finér. Til fremdrift blev brugt en engelsk ABC Scorpion motor med 38 hestekræfter (den senere replika brugte en større 50 hk motor pga. øget vægt).

## Specifikationer
- Bemanding: 1 pilot
- Spændvidde: 7,20 m
- Vingeareal: 8,4 m2
- Egenvægt: 192 kg (replika: 265 kg)
- Maksimal vægt: 325 kg
- Motoreffekt: 38 hk (replika: 50 hk)
- Tophastighed: 100 kt (180 kmt)
- Rejsehastighed: 89 kt (160 kmt)
- Maksimal flyvehøjde: 5000 m (16400 ft)